# Bilberoende
Bilberoende är ett fenomen där samhället är anpassat till bilen, vilket gör det svårt för människor att klara sig utan en sådan. Beroendet kan definieras utifrån flera perspektiv och på flera nivåer. Den akademiska litteraturen använder termen bilberoende för att beskriva attityder, beteenden, behov eller infrastrukturlösningar som får människor att välja transport med egen bil (privatbilism) istället för andra transportlösningar. Forskare undersöker fenomenet utifrån exempelvis psykologiska faktorer.